# Aymaria pakitza
Aymaria pakitza är en spindelart som beskrevs av Huber 2000. Aymaria pakitza ingår i släktet Aymaria och familjen dallerspindlar.
Artens utbredningsområde är Peru. Inga underarter finns listade.